# 藤野舞子
藤野舞子（ふじの まいこ，1983年5月25日—），日本女子游泳运动员。東京都出生，畢業於花畑中学校、武蔵野高校及拓殖大学。

## 生涯
2010年，藤野代表日本參加廣州亞運會游泳比賽的女子400米及800米自由泳、200米及400米个人混合泳四個項目，奪得800米自由泳銅牌。